# Trypanaeus nasicornis
Trypanaeus nasicornis är en skalbaggsart som beskrevs av Sylvain Auguste de Marseul 1870. Trypanaeus nasicornis ingår i släktet Trypanaeus och familjen stumpbaggar. Inga underarter finns listade i Catalogue of Life.